# Shock Value II
Albums de Timbaland
Remix & Soundtrack Collection
(2007) Opera Noir
(2015)
Singles
1. Morning After Dark
Sortie : 26 octobre 2009
2. Say Something
Sortie : 3 novembre 2009
3. Carry Out
Sortie : 1er décembre 2009
4. If We Ever Meet Again
Sortie : 15 février 2010

Shock Value II est le troisième album studio de Timbaland, sorti en décembre 2009.
Le premier single extrait de l'album est Morning After Dark avec Nelly Furtado et la Française SoShy. Timbaland déclare s'être inspiré du film Twilight, chapitre I : Fascination pour le morceau.
L'album réunit, au côté de Timbaland, des artistes de multiples horizons tels que Miley Cyrus, Katy Perry, Keri Hilson, Drake, Melody Thornton des Pussycat Dolls, le groupe The Fray, Chad Kroeger de Nickelback, le groupe Daughtry (formé par l'ancien candidat d'American Idol Chris Daughtry), Esthero, le groupe australien Jet. Une édition Deluxe exclusive pour la France est sortie le 25 janvier 2010, avec la version française de Morning After Dark en piste bonus, agrémentée d'un second disque bonus de remixes et le clip du premier single.

## Liste des titres,
| 1.  | Intro (featuring DJ Felli Fel – Produit par Timbaland)                                         |                                                                                               | Deep Note de James A. Moorer                                                             | 0:49 |
| 2.  | Carry Out (featuring Justin Timberlake – Produit par Timbaland et Harmon)                      | Timothy Mosley, Timberlake, Jerome Harmon, Jim Beanz, Timothy Clayton                         |                                                                                          | 3:53 |
| 3.  | Lose Control (featuring JoJo – Produit par Timbaland et Harmon)                                | T. Mosley, Harmon, Nikesha Briscoe                                                            |                                                                                          | 4:28 |
| 4.  | Meet in tha Middle (featuring Bran' Nu – Produit par Polow da Don et Timbaland)                | Timothy Clayton, Brandy Norwood, John Maultsby, T. Mosley, Paul Dawson, Jamal Jones           |                                                                                          | 4:00 |
| 5.  | Say Something (featuring Drake – Produit par Timbaland et Harmon)                              | Aubrey Graham, Clayton, Maultsby, T. Mosley, Harmon                                           |                                                                                          | 4:01 |
| 6.  | Tomorrow in the Bottle (featuring Chad Kroeger et Sebastian – Produit par Timbaland et Harmon) | Mosley, Harmon, Beanz, Garland Mosley, Clayton, Brandon Deener, Kroeger                       |                                                                                          | 5:28 |
| 7.  | We Belong to the Music (featuring Miley Cyrus – Produit par Timbaland et Harmon)               | T. Mosley, Harmon, Beanz, Walter Milsap, Candice Nelson                                       |                                                                                          | 4:28 |
| 8.  | Morning After Dark (featuring Nelly Furtado et SoShy – Produit par Timbaland et Harmon)        | T. Mosley, Harmon, Deborah Epstein, Michelle Bell, Keri Hilson, Maultsby, Furtado, Beanz      |                                                                                          | 3:52 |
| 9.  | If We Ever Meet Again (featuring Katy Perry – Produit par Beanz et Timbaland)                  | Mosley, Beanz, busbee                                                                         |                                                                                          | 4:59 |
| 10. | Can You Feel It (featuring Esthero et Sebastian – Produit par Timbaland et Harmon)             | T. Mosley, Harmon, Clayton, Beanz, G. Mosley                                                  |                                                                                          | 4:44 |
| 11. | Ease Off the Liquor (Produit par Timbaland et Harmon)                                          | T. Mosley, Harmon, Maultsby, Beanz, Clayton                                                   |                                                                                          | 5:58 |
| 12. | Undertow (featuring The Fray et Esthero – Produit par The Fray et Timbaland)                   | Joe King, Isaac Slade, T. Mosley, Beanz                                                       |                                                                                          | 4:22 |
| 13. | Timothy Where You Been (featuring Jet – Produit par Timbaland et Harmon)                       | T. Mosley, Harmon, Clayton, Beanz, Chris Cester                                               | Timothy de Jet                                                                           | 4:47 |
| 14. | Long Way Down (featuring Daughtry – Produit par Timbaland et Harmon)                           | T. Mosley, Harmon, Chris Daughtry, Joey Barnes, Josh Paul, Josh Steely, Brian Craddock, Beanz |                                                                                          | 4:23 |
| 15. | Marchin On (Timbo Version) (featuring OneRepublic – Produit par Tedder et Timbaland)           | Ryan Tedder, T. Mosley, Beanz                                                                 |                                                                                          | 4:12 |
| 16. | The One I Love (featuring Keri Hilson et D.O.E. – Produit par Timbaland et Harmon)             | T. Mosley, Hilson, Harmon, Maultsby, Briscoe, Dennis Matkosky, Micheal Sembello               | Popcorn de Hot Butter Maniac de Michael Sembello                                         | 4:34 |
| 17. | Symphony (featuring Attitude, Bran' Nu et D.O.E. – Produit par Timbaland et Harmon)            | T. Mosley, Harmon, Clayton, Norwood, Maultsby, Beanz, Keithin Pittman                         | The Symphony de Marley Marl et Big Daddy Kane featuring Masta Ace, Craig G et Kool G Rap | 4:21 |

| 18. | Morning After Dark (B-Boy Fix Remix) (featuring Nelly Furtado et SoShy – Produit par Chew Fu 2016) | 4:06 |

| 18. | Morning After Dark (Freeman Remix) (featuring Nelly Furtado, Rey Vy et SoShy) | 4:10 |

| 18. | Morning After Dark (Version française) (featuring SoShy) | 4:01 |

| 1.  | Intro (featuring DJ Felli Fel)                               | 0:49 |
| 2.  | Carry Out (featuring Justin Timberlake)                      | 3:53 |
| 3.  | Lose Control (featuring JoJo)                                | 4:28 |
| 4.  | Meet in tha Middle (featuring Bran' Nu)                      | 4:00 |
| 5.  | Say Something (featuring Drake)                              | 4:01 |
| 6.  | Tomorrow in the Bottle (featuring Chad Kroeger et Sebastian) | 5:28 |
| 7.  | We Belong to the Music (featuring Miley Cyrus)               | 4:28 |
| 8.  | Morning After Dark (featuring Nelly Furtado et SoShy)        | 3:52 |
| 9.  | If We Ever Meet Again (featuring Katy Perry)                 | 4:59 |
| 10. | Can You Feel It (featuring Esthero et Sebastian)             | 4:44 |
| 11. | Ease Off the Liquor                                          | 5:58 |
| 12. | Undertow (featuring The Fray et Esthero)                     | 4:22 |
| 13. | Timothy Where You Been (featuring Jet)                       | 4:47 |

| 1. | Long Way Down (featuring [Daughtry)                | 4:23 |
| 2. | Marchin On (Timbo Version) (featuring OneRepublic) | 4:12 |
| 3. | The One I Love (featuring Keri Hilson et D.O.E.)   | 4:34 |
| 4. | Symphony (featuring Attitude, Bran' Nu et D.O.E.)  | 4:21 |

## Classements
| Classement / pays (2009–2010)    | Meilleure position |
| -------------------------------- | ------------------ |
| Australie ARIA Charts            | 35                 |
| Autriche IFPI                    | 23                 |
| Canadian Albums Chart            | 16                 |
| Pays-Bas                         | 37                 |
| Irlande                          | 25                 |
| Italie                           | 56                 |
| Allemagne Media Control Charts   | 15                 |
| France                           | 73                 |
| Nouvelle-Zélande RIANZ           | 36                 |
| Pologne                          | 11                 |
| Swiss Albums Chart               | 5                  |
| UK Albums Chart                  | 25                 |
| Albums R'n'B                     | 4                  |
| Billboard 200                    | 36                 |
| Billboard Top R&B/Hip-Hop Albums | 7                  |

## Sortie
| Pays        | Date             | Format                        | Label                                 | Catalogue      |
| ----------- | ---------------- | ----------------------------- | ------------------------------------- | -------------- |
| Allemagne   | 4 décembre 2009  | CD / téléchargement           | Universal Music                       | 602527273969   |
| Australie   | 4 décembre 2009  | CD / téléchargement           | Universal Music                       | 060252727396   |
| Irlande     | 4 décembre 2009  | CD / téléchargement           | Universal Music                       | 2727396        |
| Royaume-Uni | 7 décembre 2009  | CD / téléchargement           | Polydor                               | 2727396        |
| Hongrie     | 7 décembre 2009  | Édition internationale        | Universal Music                       | 00602527273969 |
| Canada      | 8 décembre 2009  | Édition standard              | Universal Music                       | B001364502     |
| Canada      | 8 décembre 2009  | Édition deluxe (2 disques)    | Universal Music                       | B001364572     |
| États-Unis  | 8 décembre 2009  | Édition standard              | Blackground, Mosley Music, Interscope | 602527237732   |
| États-Unis  | 8 décembre 2009  | Édition deluxe (2 disques)    | Blackground, Mosley Music, Interscope | 602527237749   |
| États-Unis  | 8 décembre 2009  | Vinyl LP                      | Blackground, Mosley Music, Interscope | 602527237831   |
| Danemark    | 9 décembre 2009  | CD / téléchargement           | Universal Music                       | 060252727396   |
| Finlande    | 9 décembre 2009  | CD / téléchargement           | Universal Music                       | 060252727396   |
| Suède       | 9 décembre 2009  | CD / téléchargement           | Universal Music                       | 060252727396   |
| Brésil      | 15 décembre 2009 | CD / téléchargement           | Universal Music                       | 602527273969   |
| Japon       | 16 décembre 2009 | CD / téléchargement           | Universal Music                       | UICS1201       |
| France      | 25 janvier 2010  | Edition Deluxe Fr (2 disques) | Blackground, Mosley Music, Interscope | 02527302317    |